# Mike Spring
Michael Spring, detto Mike (Brooklyn, 14 dicembre 1879 – St. Louis, 17 marzo 1970), è stato un maratoneta statunitense.
Spring vinse la maratona di Boston nel 1904, dopo che l'anno prima era giunto terzo alla medesima corsa.
Spring partecipò alla maratona ai Giochi olimpici di Saint Louis 1904 e ai Giochi olimpici intermedi di Atene 1906. In entrambe le gare fu costretto al ritiro.

## Altre competizioni internazionali
1904
- Oro alla Maratona di Boston - 2h38'24"